# لوریس تورتوری
لوریس تورتوری (انگلیسی: Loris Tortori؛ زادهٔ ۱۳ اکتبر ۱۹۸۸) بازیکن فوتبال است.
از باشگاه‌هایی که در آن بازی کرده‌است می‌توان به باشگاه فوتبال ونتزیا اشاره کرد.